# No se lo digas a nadie (película de 1998)
No se lo digas a nadie es una película peruana dirigida por Francisco Lombardi basada en el libro homónimo de Jaime Bayly quien también participó como productor ejecutivo y consultor del guion. Se estrenó en 1998. Fue la primera película con temática homosexual hecha en Perú.

## Sinopsis
En la película se relata la obra desde el capítulo "El campamento" hasta "Un amor imposible", desde el campamento que realiza Joaquín con otros chicos del Saeta, grupo de jóvenes del Opus Dei hasta la boda de Alfonso, y las relaciones sentimentales de Joaquín con Gonzalo, el actor, y Alejandra, una amiga.
Joaquín Camino (Santiago Magill) es un joven bisexual de la alta sociedad de Lima, por lo que se ve enfrentado a los prejuicios de sus propios padres y al rechazo de una sociedad homofóbica y muy conservadora, aunque altamente hipócrita. La película describe una serie de situaciones que le suceden a Joaquín, desde su adolescencia hasta la edad adulta.

## Repercusión
Esta novela al igual que la película, generaron controversia en la ciudad de Lima al tratar abiertamente la temática homosexual. En su momento, la película fue censurada por diferentes figuras públicas por su alto contenido para adultos.

## Reparto
| - Joaquín, protagonista del filme es Santiago Magill. - Alejandra, romance heterosexual es Lucía Jiménez. - Gonzalo, primer romance es Christian Meier. - Maricucha, la madre de Joaquín es Carmen Elías. - Luis Felipe, el padre de Joaquín es Hernán Romero. - Alfonso Córdoba, segundo romance es Giovanni Ciccia. - Gerardo, amigo de Joaquín en Miami es Carlos Fuentes. - Lucy, prostituta es Vanessa Robbiano. - Rocío, novia de Gonzalo es Lita Baluarte. - Chica de discoteca es Jimena Lindo. - Profesor universitario es Gianfranco Brero. - Sacerdote confesor es Carlos Tuccio. - Travesti batido por los amigos de Joaquín es Aníbal Zamora. - Dioni, niño con quién se baña en el río es Emilram Cossio. | - Administrador de burdel es Jorge López Cano. - Sacerdote es Alonso Alegría. - Esposa de Alfonso es Daniela Sarfati. - Joaquín niño es Abraham Alonso. - Jorge es Gerardo Ruiz. - Comprador de droga es Johnny Mendoza. - Rector de universidad es Javier Echevarría. - Hans es Michael Scally. - Sixto es Gilberto Torres. - Charito es Gisella Vega. - Vendedor de droga es Coco Castillo. - Miguel es Rasec Barragán. - Jardinero es Toño Espinoza. - Seminarista de campamento es Miguel Iza. |

## Nominación
Fue nominada a la Concha de Oro del Festival Internacional de Cine de San Sebastián de 1998.